# Lonsee
Lonsee – miejscowość i gmina w Niemczech, w kraju związkowym Badenia-Wirtembergia, w rejencji Tybinga, w regionie Donau-Iller, w powiecie Alb-Donau, siedziba związku gmin Lonsee-Amstetten. Leży w Jurze Szwabskiej, ok. 17 km na północ od Ulm.
W 2022 Lonsee liczyło 5154 mieszkańców.